# Пивоваров, Станислав Дмитриевич
Станислав Дмитриевич Пивоваров (род. 12 июня 1942, Иркутск) — советский ватерполист и тренер.

## Биография
В 1965—1974 годах выступал на позиции полузащитника алма-атинского «Динамо». В составе сборной Казахской ССР в 1971 году стал бронзовым призёром Спартакиады народов СССР.
В 1965 году окончил Казахский ГИФК.
В 1975—1979 годах — старший тренер алма-атинского «Енбека». А в 1980—1988 годах возглавлял тренерский штаб алма-атинского «Динамо».
В эти годы «алма-атинцы» дважды становятся чемпионами страны (1981, 1982), дважды серебряными и дважды бронзовыми призёрами чемпионата СССР, обладателями Кубка СССР (1982).
В 1984 году возглавлял сборную СССР на турнире «Дружба-84».
В 2002 году возглавил новый подмосковный клуб «Штурм-2002» и сразу вывел его в финал чемпионата России. Потом вывел женскую сборную Казахстана на Олимпиаду в Афинах. В 2007 году возглавил нижегородский женский клуб «Олимп».
Работал со сборной Ирана на Кубке мира 2010 года.